# Kirk Palmer
Pour les articles homonymes, voir Palmer.
Kirk Palmer (né le 12 octobre 1986 à Central Coast) est un nageur australien en activité, spécialiste des épreuves de nage libre. Il est médaillé de bronze au relais 4 x 100 m nage libre aux Jeux olympiques d'été de 2008 en participant aux séries, puis remporte le titre du relais 4 × 100 m nage libre aux Championnats du monde en petit bassin et la médaille d'argent sur le 200 m nage libre la même année.

## Palmarès

### Jeux olympiques
- Jeux olympiques de 2008 à Pékin ( Chine) :
  -  Médaille de bronze au titre du relais 4 × 200 m nage libre[1].

### Championnats du monde

#### Grand bassin
- Championnats du monde 2009 à Rome ( Italie) :
  -  Médaille de bronze au relais 4 × 200 m nage libre[1]

#### Petit bassin
- Championnats du monde 2008 à Manchester ( Royaume-Uni) 
  -  Médaille d'or au relais 4 × 200 m nage libre
  -  Médaille d'argent du 200 m nage libre.